# Dekanat oriechowo-zujewski
Dekanat oriechowo-zujewski – jeden z 48 dekanatów eparchii moskiewskiej obwodowej Rosyjskiego Kościoła Prawosławnego. Obejmuje cerkwie położone w rejonie oriechowo-zujewskim obwodu moskiewskiego. Funkcjonuje w nim siedem cerkwi parafialnych miejskich, dziesięć cerkwi parafialnych wiejskich, dwie cerkwie filialne, cerkiew-baptysterium i pięć kaplic z których jedna służy wspólnocie jednowierców.
Funkcję dziekana pełni protojerej Andriej Korobkow.

## Cerkwie w dekanacie[1]
- Cerkiew Wszystkich Świętych Ziemi Ruskiej w Pierwym Maja

Kaplica Włodzimierskiej Ikony Matki Bożej
- Cerkiew św. Mikołaja w Bolszej Dubnej
- Cerkiew św. Matrony Moskiewskiej w Wierieji
- Cerkiew Zaśnięcia Matki Bożej w Woinowej Gorze
- Cerkiew Narodzenia Matki Bożej w Gorze
- Cerkiew św. Nikity w Drowosiekach
- Cerkiew Przemienienia Pańskiego w Małej Dubnej
- Cerkiew Narodzenia Matki Bożej w Niestierowie
- Sobór Narodzenia Matki Bożej w Oriechowie-Zujewie

Cerkiew Fiodorowskiej Ikony Matki Bożej w Oriechowie-Zujewie
Cerkiew Bogolubowskiej Ikony Matki Bożej w Oriechowie-Zujewie
Kaplica św. Eliasza
Kaplica św. Aleksego Człowieka Bożego
Kaplica św. Pantelejmona
- Cerkiew św. Mikołaja w Oriechowie-Zujewie
- Cerkiew Iwerskiej Ikony Matki Bożej w Oriechowie-Zujewie
- Cerkiew św. Ksenii z Petersburga w Oriechowie-Zujewie
- Cerkiew św. Jerzego w Oriechowie-Zujewie

Cerkiew-baptysterium Świętych Piotra i Febronii
- Cerkiew Nowomęczenników i Wyznawców Oriechowo-Zujewskich w Oriechowie-Zujewie
- Cerkiew Podwyższenia Krzyża Pańskiego w Oriechowie-Zujewie
- Cerkiew Opieki Matki Bożej w Paszniewie
- Cerkiew Opieki Matki Bożej w Starym Pokrowie
- Jednowiercza Kaplica Wniebowstąpienia Pańskiego w Kurowskim